# Constantí III de Cesarea
Constantí III de Cesarea fou patriarca de l'església armènia del 1307 al 1322.
Fou escollit amb suport reial (Hethum II en qualitat de regent) a la mort del seu antecessor Grigor VII de Anazarbe el 1307. Era partidari d'un acord amb Roma i va consagrar les decisions del seu antecessor sobre la disciplina eclesiàstica propera a la dels llatins convocant per això un concili a Sis, que també va adoptar les definicions romanes de les dues natures de Crist (1307). En el seu temps va viure el monjo Hethum de Korikos. Després del concili el clergat es va mostrar hostil a les decisions preses i va acusar als sacerdots que havien abjurat del monofisisme.
Va morir el 1322 i el va succeir Constantí IV de Lampron.